# Chobędza (gromada)
Chobędza – dawna gromada, czyli najmniejsza jednostka podziału terytorialnego Polskiej Rzeczypospolitej Ludowej w latach 1954–1972.
Gromady, z gromadzkimi radami narodowymi (GRN) jako organami władzy najniższego stopnia na wsi, funkcjonowały od reformy reorganizującej administrację wiejską przeprowadzonej jesienią 1954 do momentu ich zniesienia z dniem 1 stycznia 1973, tym samym wypierając organizację gminną w latach 1954–1972.
Gromadę Chobędza z siedzibą GRN w Chobędzy utworzono – jako jedną z 8759 gromad na obszarze Polski – w powiecie miechowskim w woj. krakowskim, na mocy uchwały nr 24/IV/54 WRN w Krakowie z dnia 6 października 1954. W skład jednostki weszły obszary dotychczasowych gromad Buk, Chobędza, Kamienica, Ulina Wielka i Zawadka ze zniesionej gminy Rzerzuśnia w tymże powiecie. Dla gromady ustalono 18 członków gromadzkiej rady narodowej.
1 sierpnia 1955 z gromady Chobędza wyłączono wsie Buk i Zawadka włączając je do gromady Mostek w tymże powiecie.
Gromadę zniesiono 31 grudnia 1961, a jej obszar włączono do gromad Szreniawa (wieś Kamienica) i Gołcza (wsie Ulina Wielka i Chobędza).